# 石塚護 (実業家)
石塚　護（いしづか まもる、1946年 - ）は日本の実業家。（株）京急百貨店前取締役社長。京浜急行電鉄（株）取締役、顧問。（株）京急百貨店相談役。

## 略歴
- 1968年法政大学法学部卒業。
- 1968年京浜急行電鉄（株）入社。
- 2003年同都市生活創造本部開発・事業担当部長。
- 2005年同取締役都市生活創造本部長。
- 2007年同常務取締役都市生活創造本部長。
- 2009年同専務取締役都市生活創造本部長。
- 2010年（株）京急百貨店取締役社長[1]。
- 2011年京浜急行電鉄（株）取締役。
- 2013年京浜急行電鉄（株）顧問、（株）京急百貨店相談役[2][3]。
- 2014年学校法人法政大学理事、評議員[4]。